# Photiomantis
Photiomantis – rodzaj modliszek z rodziny Photinaidae, jedyny z monotypowej podrodziny Photiomantinae. Obejmuje trzy opisane gatunki. Wszystkie są endemitami północno-wschodniej Brazylii.

## Morfologia

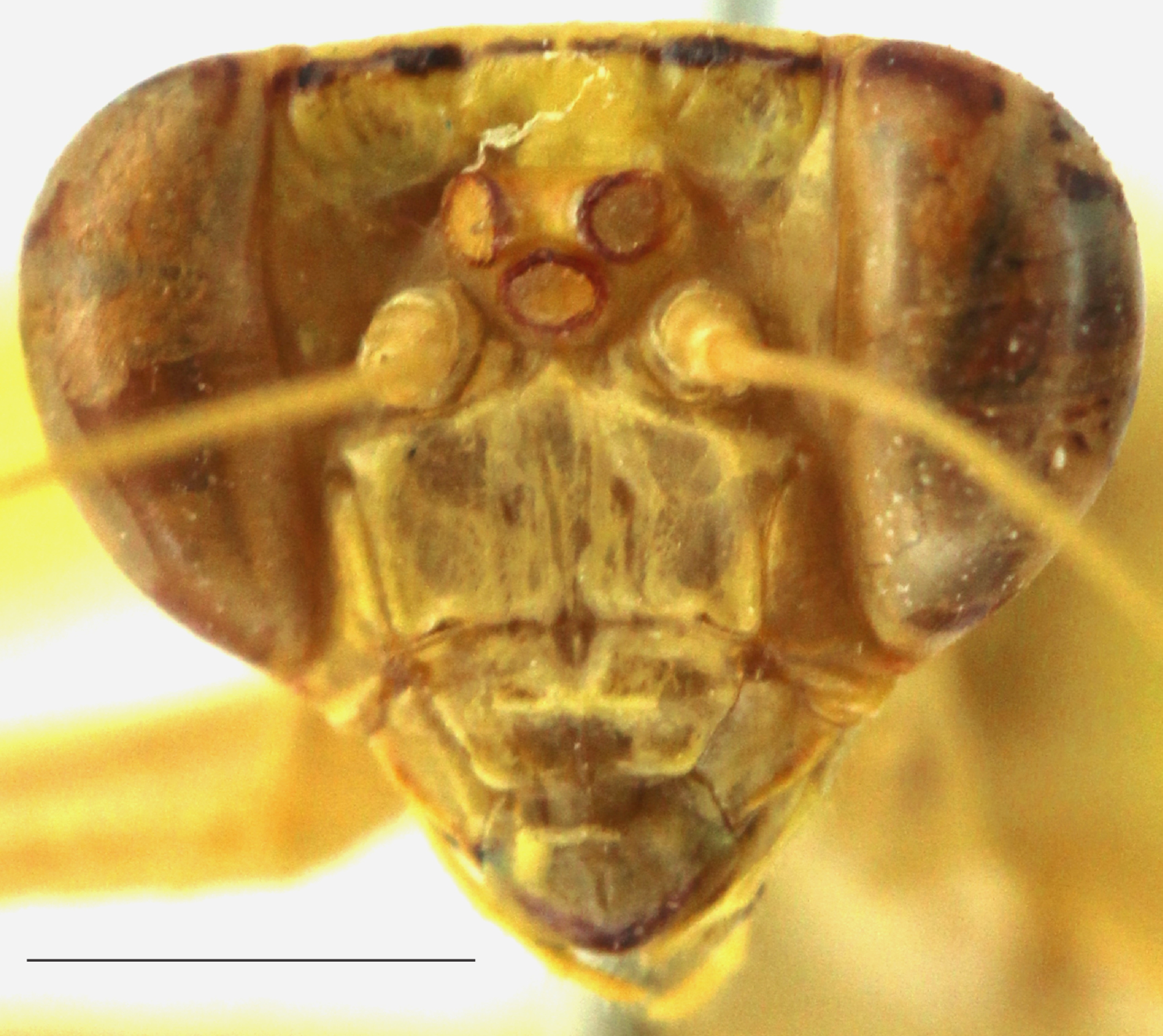
Twarz Ph. nigrolineata

Modliszki nie przekraczające 70 mm długości ciała.
Silnie spłaszczona głowa odznacza się dużą, półtorakrotnie szerszą niż dłuższą dolną częścią czoła ze spiczastym kątem górnym, wydłużonymi w widoku bocznym oczami złożonymi, a także nabrzmiałościami okołoocznymi zredukowanymi do postaci drobnych, słabo dostrzegalnych wyniosłości.
Chwytne odnóże przedniej pary ma na biodrze kolce niewielkie, stożkowate i rozmieszczone w pojedynczym, dobrze zaznaczonym szeregu wzdłuż krawędzi grzbietowej – na krawędzi brzusznej biodra wyraźnych kolców brak.
Przysadki odwłokowe są krótsze niż połowa długości odwłoka. U samca pośrodku spodniej powierzchni płytki subgenitalnej nie występuje błyszcząca, czarna kropka. Genitalia samca cechują się całkowicie zesklerotyzowanymi fallomerami. Fallomer brzuszny charakteryzuje się obecnością płaskiego, tępego wyrostka (płata) w nasadowej części krawędzi prawej, nie odbiegającego teksturą i stopniem sklerotyzacji od jego pozostałej części. Apofiza falloidalna jest zakrzywiona i na szczycie zaostrzona.

## Ekologia i występowanie
Przedstawiciele rodzaju zamieszkują krainę neotropikalną. Wszystkie gatunki są endemitami północno-wschodniej Brazylii. Zasiedlają półpustynne formacje o wykształconej porze suchej i deszczowej.

## Taksonomia
Rodzaj ten wprowadzony został w 1968 roku przez Salvadora de Toledo Pizę na łamach „Revista de Agricultura (Piracicaba)”. Gatunkiem typowym została opisana w tej samej publikacji P. silvai, którą w 2015 roku Antonio Agudelo i Julio Rivera zsynonimizowali z Metriomantis planicephala. W 1995 roku P.S. Terra zsynonimizował Photiomantis z Photinella. W 1999 roku Francesco Lombardo utworzył dla Metriomantis planicephala nowy rodzaj Rheniella, nazwany na cześć autora opisów gatunku – Jamesa A.G. Rehna. Nazwa ta okazała się jednak młodszym homonimem, w związku z czym w 2008 roku niezależnie Hüseyin Özdikmen zaproponował zastąpienie jej nazwą Lombardoa, a Ahmet Ömer Koçak i Muhabbet Kemal zaproponowali zastąpienie jej nazwą Colombiella. W 1982 roku Piza opisał gatunek i rodzaj Margaromantis margaritaria. W 2010 roku Rivera zsynonimizował ów gatunek z Metriomantis planicephala, tworząc kombinację Margaromantis planicephala, czyniąc Rheniella, Lombardoa i Colombiella synonimami Margaromantis. W 2015 roku Agudelo i Rivera przywrócili rodzaj Photiomantis, synonimizując z nim nazwy: Margaromantis, Rheniella, Lombardoa i Colombiella.
Takson ten klasyfikowany był najczęściej blisko podobnej wyglądem Photina. W systemie Reinharda Ehrmanna i Rogera Roya z 2002 roku oznaczało to umieszczenie go w plemieniu Photinaini w obrębie Photinainae. W 2016 roku Julio Rivera i Gavin J. Svenson jako pierwsi uwzględnili go w molekularnej analizie filogenetycznej. Na podstawie jej wyników wyróżniono dla Photiomantis nową, monotypową podrodzinę Photiomantinae w obrębie rodziny Photinaidae. Klasyfikację tę podtrzymano w uwzględniającym także dane morfologiczne systemie Christiana J. Schwarza i Roya z 2019 roku.
Do rodzaju należą trzy opisane gatunki:
- Photiomantis glauca (Rehn, 1920)
- Photiomantis nigrolineata (Menezes et Bravo, 2015)
- Photiomantis planicephala (Rehn, 1916)

Według wyników analizy Riviery i Svensona z 2016 roku Photiomantinae zajmują pozycję siostrzaną dla kladu obejmującego Cardiopterinae i Photinainae, natomiast Macromantinae zajmują w obrębie Photinaidae pozycję bazalną.